# Liste der Monuments historiques in Blanchefosse-et-Bay
Die Liste der Monuments historiques in Blanchefosse-et-Bay führt die Monuments historiques in der französischen Gemeinde Blanchefosse-et-Bay auf.

## Liste der Immobilien
| Bezeichnung                            | Beschreibung                                                                                          | Standort                                | Kennzeichnung | Schutzstatus | Datum | Bild           |
| -------------------------------------- | --- | --------------------------------------- | ------------- | ------------ | ----- | -------------- |
| Abteikirche des Klosters Bonnefontaine | Zisterzienserkloster, 1152 gegründet, 1791 aufgelöst; Ruine der Klosterkirche aus dem 13. Jahrhundert | Blanchefosse, nördlich des Ortes (Lage) | PA00078348    | Inscrit      | 1926  | weitere Bilder |

## Liste der Objekte
| Bezeichnung                          | Beschreibung | Standort                                            | Kennzeichnung | Schutzstatus    | Datum     | Bild |
| ------------------------------------ | --- | --------------------------------------------------- | ------------- | --------------- | --------- | ---- |
| Skulptur Johannes der Täufer         | Kalkstein, farbig gefasst, 16. Jahrhundert                                                                                  | Blanchefosse, in der Kirche St-Jean-Baptiste (Lage) | PM08000876    | Inscrit         | 1975      |      |
| Monstranz                            | Silber, 17. Jahrhundert; aus dem Kloster Bonnefontaine                                                                      | Blanchefosse, in der Kirche St-Jean-Baptiste (Lage) | PM08000067    | Classé          | 1957      |      |
| Glocke                               | Bronze, 1569 gegossen; aus dem Kloster Bonnefontaine; 1917 zerstört                                                         | Blanchefosse, in der Kirche St-Jean-Baptiste (Lage) | PM08000640    | Classé gelöscht | 1912 1944 |      |
| Hauptaltar                           | Altartisch, Tabernakel und Baldachin; Holz, farbig gefasst und vergoldet, 17. Jahrhundert; wohl aus der Kirche von Le Fréty | Bay, in der Kirche St-Thomas-Becket (Lage)          | PM08000873    | Inscrit         | 1975      |      |
| Kelch und Patene                     | Silber, 17. Jahrhundert; aus dem Kloster Bonnefontaine; 2012 gestohlen, als Kopie erhalten                                  | Blanchefosse, in der Kirche St-Jean-Baptiste (Lage) | PM08000066    | Classé          | 1957      |      |
| Skulptur Heiliger Caprasius von Agen | Holz, farbig gefasst, 17. Jahrhundert                                                                                       | Blanchefosse, in der Kirche St-Jean-Baptiste (Lage) | PM08000068    | Classé          | 1971      |      |
| Kreuz                                | Silber, vergoldet, 13. Jahrhundert; aus dem Kloster Bonnefontaine; im Départementsarchiv in Charleville-Mézières deponiert  | Blanchefosse, in der Kirche St-Jean-Baptiste (Lage) | PM08000065    | Classé          | 1898      |      |
| Skulptur Heiliger Eligius            | Holz, farbig gefasst, 17. Jahrhundert                                                                                       | Blanchefosse, in der Kirche St-Jean-Baptiste (Lage) | PM08000875    | Inscrit         | 1975      |      |
| Skulptur Johannes Evangelist         | Holz, farbig gefasst, 17. Jahrhundert                                                                                       | Blanchefosse, in der Kirche St-Jean-Baptiste (Lage) | PM08000874    | Inscrit         | 1975      |      |